# Бараново (Шевченковский район)
Бараново (укр. Баранове) — село, 
Березовский сельский совет,
Шевченковский район,
Харьковская область.
Код КОАТУУ — 6325782002. Население по переписи 2001 года составляет 66 (28/38 м/ж) человек.

## Географическое положение
Село Бараново находится на расстоянии в 1 км от села Березовка.
По селу протекает пересыхающий ручей с запрудами.

## История
- 1850 — дата основания.